# Sitiveni Sivivatu
Sitiveni Waica Sivivatu (ur. 19 kwietnia 1982 r. w Suvie na Fidżi) – rugbysta fidżyjski występujący w trakcie trwania kariery sportowej na pozycji skrzydłowego. Były reprezentant Nowej Zelandii, uczestnik pucharu świata.
Sivivatu przeniósł się do Nowej Zelandii w wieku 15 lat. Uczęszczał do Wesley College w Auckland, szkoły, którą ukończyli między innymi: król Tonga - Siaosi Tupou II, O le Ao o le Malo Samoa - Malietoa Tanumafili II, ale także Jonah Lomu, najsłynniejszy rugbysta All Blacks. Występował w Narodowych Mistrzostwach Regionów (NPC) z drugoligowym zespołem Manukau, później przeniósł się do grającej w pierwszej klasie tych rozgrywek drużyny z Waikato. Obecnie występuje w klubie Chiefs, klubie ligi Super 14 podległym związkowi z Waikato. 
W 2004 roku, jako Fidżyjczyk, został wybrany do drużyny Pacific Islanders - nieoficjalnej reprezentacji Fidżi, Samoa i Tonga. Zagrał we wszystkich pięciu spotkaniach rozegranych wówczas przez Wyspiarzy - przeciwko klubom Super 12 Reds i Waratahs, oraz przeciw reprezentacjom Australii, Nowej Zelandii i RPA. W owych pięciu meczach zdobył 38 punktów. Sivivatu jest jedynym zawodnikiem, który w ciągu dwóch tygodnia zdobył po dwa przyłożenia przeciwko All Blacks i Springboks.
W 2005 roku został po raz pierwszy powołany do reprezentacji Nowej Zelandii, dla której rozegrał do tej pory 34 spotkania, w których zdobył 120 punktów, wszystkie przez przyłożenie. W pierwszym meczu, w którym All Blacks podejmowali Palmy z Fidżi, Sivivatu zanotował trzy przyłożenia. Sitiveni uczestniczył w Pucharze Trzech Narodów w 2006 i Pucharze Świata w 2007 roku.